# Bettina Stark-Watzinger

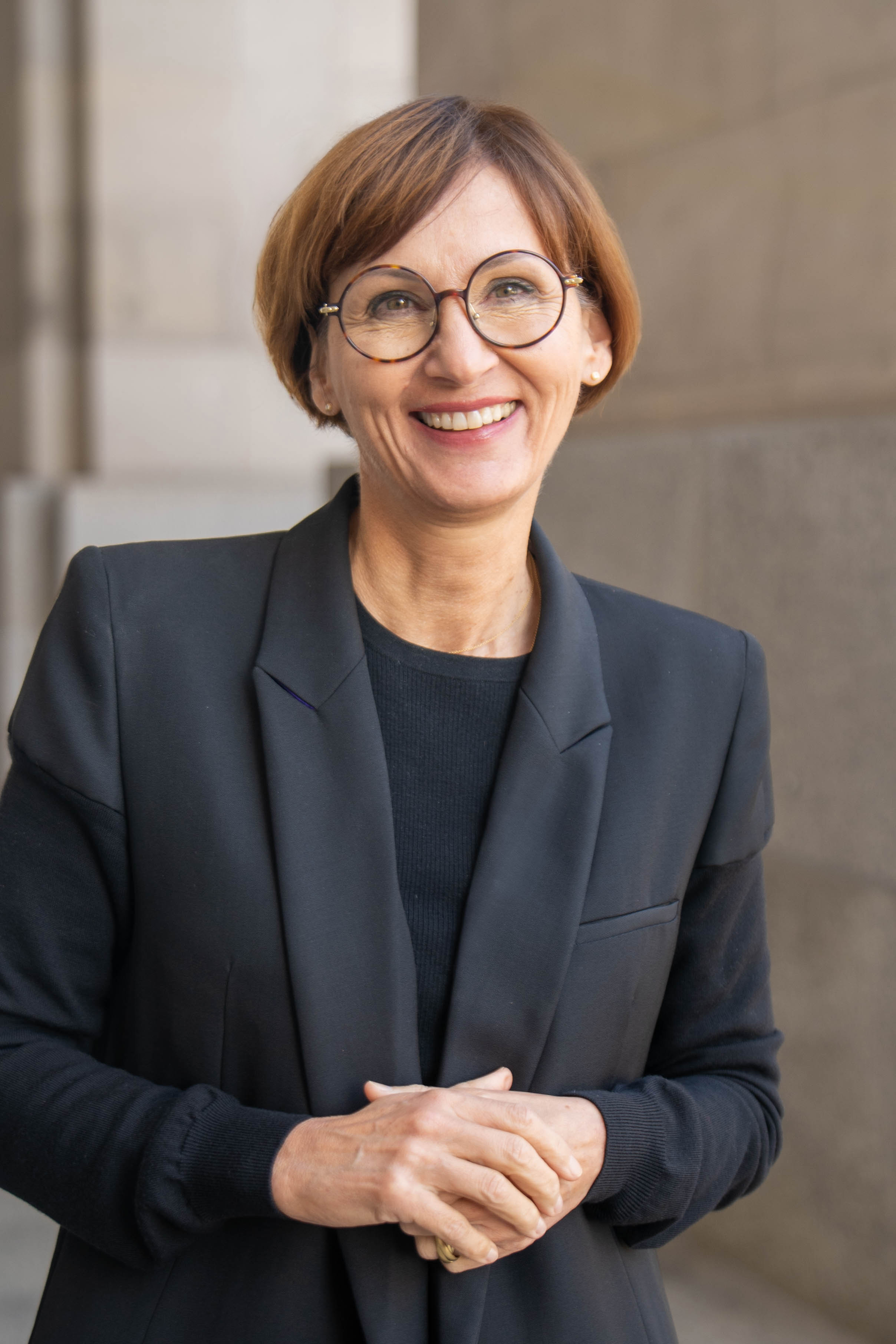
Bettina Stark-Watzinger (2024)

Bettina Stark-Watzinger (* 12. Mai 1968 in Frankfurt am Main als Bettina Stark) ist eine deutsche Politikerin (FDP). Sie war von Dezember 2021 bis November 2024 Bundesministerin für Bildung und Forschung im Kabinett Scholz. Von April 2023 bis Mai 2025 war sie stellvertretende Bundesvorsitzende der FDP.
Von 2017 bis 2025 war sie Abgeordnete im Deutschen Bundestag und von März 2021 bis April 2025 Vorsitzende der FDP Hessen. Seit 2017 gehört sie dem FDP-Bundesvorstand an und seit 2020 dem Präsidium der Partei. Von 2018 bis 2020 war sie die Vorsitzende des Finanzausschusses des Deutschen Bundestages. Von Januar 2020 bis Dezember 2021 war sie Parlamentarische Geschäftsführerin der FDP-Bundestagsfraktion.

## Ausbildung und Beruf
Bettina Stark-Watzinger wuchs in Bad Soden am Taunus auf und legte ihr Abitur 1989 in Königstein an der katholischen Mädchenschule St. Angela-Schule des Bistums Limburg ab. Anschließend studierte sie Volkswirtschaftslehre an der Johannes Gutenberg-Universität in Mainz und der Johann Wolfgang Goethe-Universität in Frankfurt am Main. Das Studium schloss sie 1993 als Diplom-Volkswirtin ab. Von 1994 bis 1996 absolvierte Stark-Watzinger eine Traineeausbildung bei der BHF Bank AG in Frankfurt am Main und war dort als Regional Manager tätig. Es folgte von 1997 bis 2006 ein Auslandsaufenthalt im Vereinigten Königreich, wo sie in London u. a. ein Studium der Psychologie aufnahm und eine Familienpause einlegte. Von 2006 bis 2008 war sie in der Funktion als Academic Manager, Finance, Accounting, Controlling and Taxation Department bei der European Business School in Oestrich-Winkel tätig. Anschließend war sie bis 2017 Geschäftsführerin im kaufmännischen Bereich der interdisziplinären Forschungseinrichtung LOEWE-Zentrum (seit 2013 LOEWE-Zentrum SAFE, seit 2020 Leibniz-Institut für Finanzmarktforschung SAFE) an der Universität in Frankfurt am Main. Dort war sie nach ihrem Einzug in den Deutschen Bundestag neben dem Mandat als freie Mitarbeiterin tätig und gewähltes Mitglied des Policy Advisory Council.

## Partei

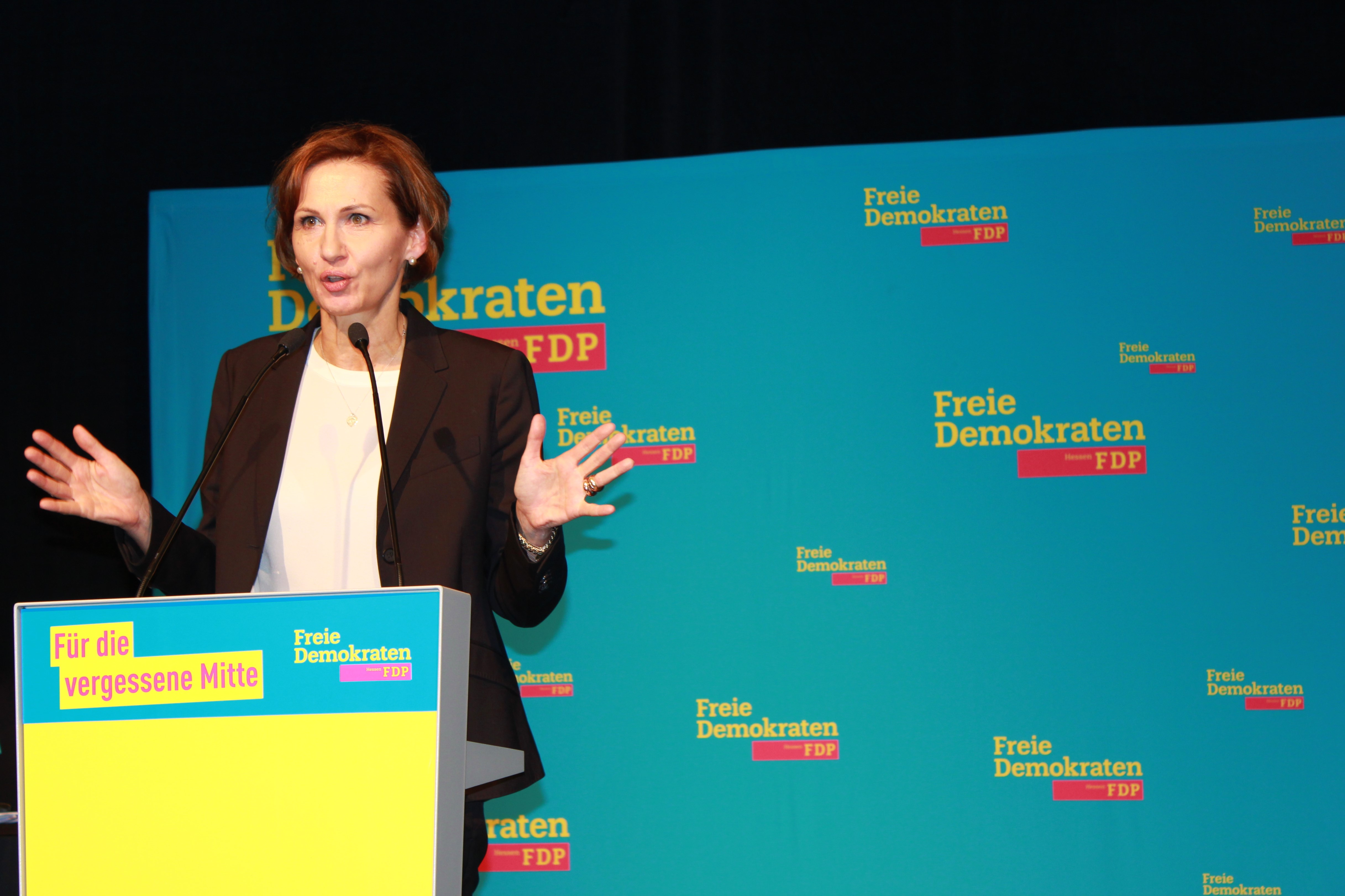
Bettina Stark-Watzinger, FDP-Landesparteitag Hessen 2017

Seit 2004 ist Bettina Stark-Watzinger Mitglied der Freien Demokraten, von 2011 bis 2025 Mitglied des Landesvorstandes der FDP Hessen. Von 2011 bis 2016 war sie Kreisvorsitzende der FDP Main-Taunus.
Von 2014 bis 2015 fungierte sie als stellvertretende Vorsitzende der FDP Hessen. 2015 wurde sie in das neu geschaffene Amt einer Generalsekretärin der FDP Hessen gewählt. Ihre Nachfolge trat im April 2019 Moritz Promny an, während Stark-Watzinger im Amt der stellvertretenden Landesvorsitzenden bestätigt wurde. Am 27. März 2021 übernahm sie den Landesvorsitz von Stefan Ruppert. Beim Landesparteitag am 26. April 2025 kandidierte sie nicht erneut für den Landesvorsitz.
Auf den Bundesparteitagen der FDP im April 2017 und im April 2019 wurde sie jeweils als Beisitzerin in den FDP-Bundesvorstand gewählt, in dem sie den Landesverband Hessen vertrat, 2020 auf Vorschlag des hessischen Landesverbandes in das Präsidium der Partei.
Von 2011 bis 2017 war Stark-Watzinger Mitglied des Kreistags des Main-Taunus-Kreises und von 2011 bis 2020 Mitglied der Stadtverordnetenversammlung in Bad Soden.

## Bundestag

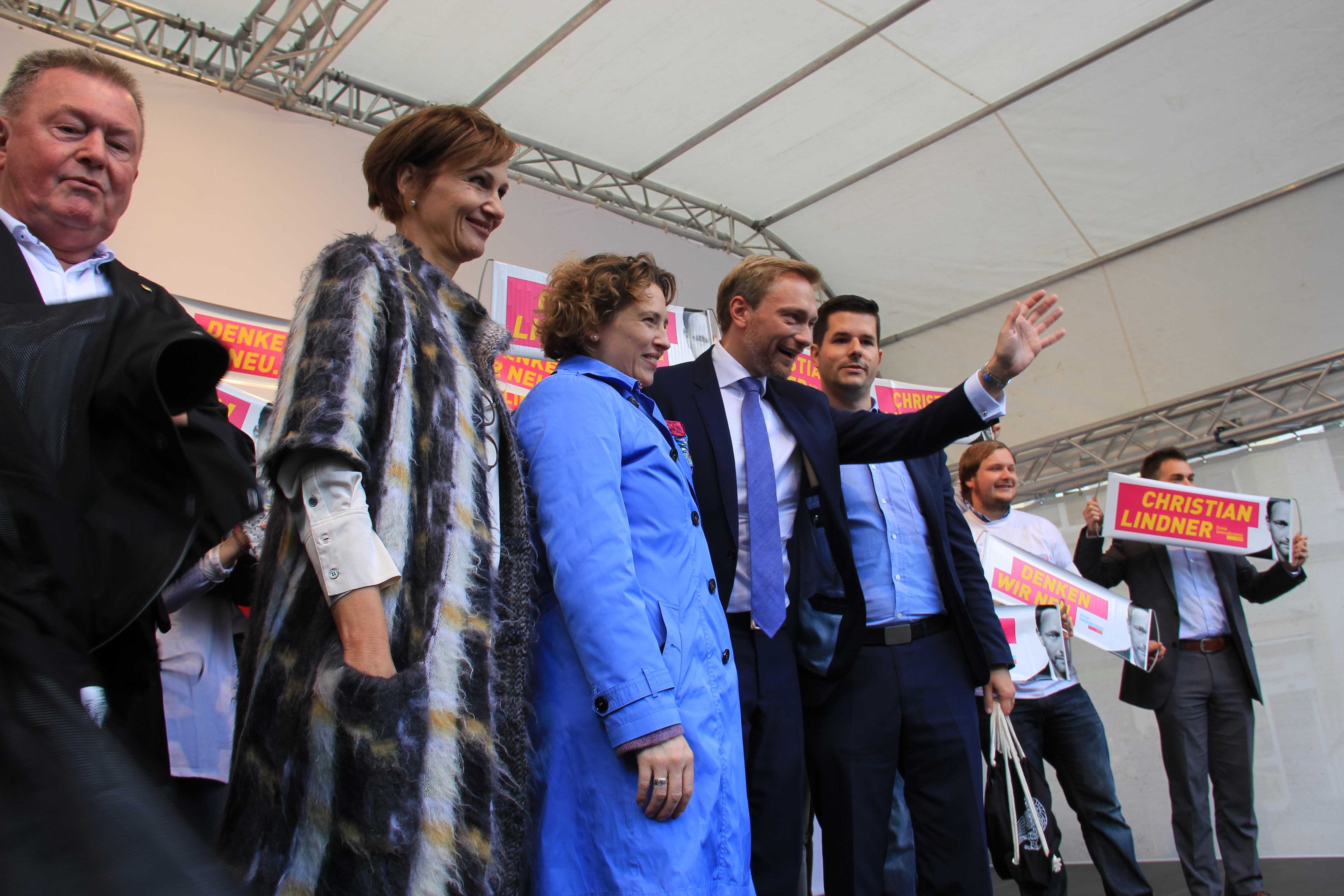
Wahlkampfveranstaltung der FDP Hessen 2017

Bettina Stark-Watzinger war die Direktkandidatin der FDP für den Wahlkreis Main-Taunus (181) bei den Bundestagswahlen 2009 und 2013, bei denen sie jeweils erfolglos war. Bei der Bundestagswahl 2017 war sie erneut die Direktkandidatin der FDP in ihrem Wahlkreis und wurde über die Landesliste der FDP Hessen in den Deutschen Bundestag gewählt. Sie war ordentliches Mitglied im Haushaltsausschuss des Deutschen Bundestages und im Vertrauensgremium für die geheimen Haushaltspläne der Nachrichtendienste des Bundes. Zusätzlich war sie Mitglied im Gemeinsamen Ausschuss sowie im Ältestenrat des Deutschen Bundestags. Zudem war sie stellvertretendes Mitglied im Vermittlungsausschuss, Finanzausschuss sowie für Wahlprüfung, Immunität und Geschäftsordnung. Nachdem sie den Vorsitz des Finanzausschusses im Februar 2020 niedergelegt hatte, blieb sie in diesem weiterhin stellvertretendes Mitglied.
Als Parlamentarische Geschäftsführerin für Personal der Bundestagsfraktion unterstützte sie die Einsetzung der fraktionsinternen Arbeitsgruppe „Umgang mit Populismus im parlamentarischen Betrieb“. Diese soll die Strategie der AfD sowie deren Narrative und Methoden analysieren und entsprechende parlamentarische Abwehrstrategien entwickeln. Die Arbeitsgruppe nahm ihre Arbeit kurz nach der Regierungskrise in Thüringen 2020 auf und wurde in der Wahlperiode bis 2021 von Benjamin Strasser geleitet.
Nach der Bundestagswahl 2021 zog sie über den ersten Platz der Landesliste Hessen in den Deutschen Bundestag ein. Stark-Watzinger war Teil des zehnköpfigen Teams der FDP für die Sondierungen. Dieses sondierte mit Union und Grünen für eine Jamaika-, mit SPD und Grünen für eine Ampelkoalition. Am 18. Oktober 2021 entschied sich die FDP für die Aufnahme von Koalitionsverhandlungen mit SPD und Grünen. Die Koalitionsverhandlungen zwischen FDP, SPD und Grünen fanden zwischen dem 21. Oktober 2021 und dem 24. November 2021 statt, wobei Stark-Watzinger zu dem federführenden Hauptverhandlungsteam der FDP gehörte. Über den Koalitionsvertrag wurde auf dem außerordentlichen Bundesparteitag am 5. Dezember 2021 in Berlin positiv abgestimmt. Der Koalitionsvertrag wurde am 7. Dezember 2021 in Berlin unterzeichnet und das Kabinett Scholz am 8. Dezember 2021 vom Bundespräsidenten ernannt und vor dem Deutschen Bundestag vereidigt.
Bei der Bundestagswahl 2025 scheiterte die FDP an der Fünf-Prozent-Hürde, daher schied sie aus dem Parlament aus.

## Bundesministerin für Bildung und Forschung
Vom FDP-Bundesvorstand wurde Bettina Stark-Watzinger für das Ressort für Bildung und Forschung vorgeschlagen.  Ihre Ernennungsurkunde erhielt sie vom Bundespräsidenten am 8. Dezember 2021. Stark-Watzinger benannte als Parlamentarische Staatssekretäre für das Bundesministerium für Bildung und Forschung Jens Brandenburg und Thomas Sattelberger. Die Bundesministerin für Bildung und Forschung Bettina Stark-Watzinger hat am 3. Juni 2022 Mario Brandenburg als neuen Parlamentarischen Staatssekretär und Nachfolger von Thomas Sattelberger benannt.
Am 21. März 2023 reiste Stark-Watzinger als erstes deutsches Regierungsmitglied seit 26 Jahren in die Republik China (Taiwan). Deutschland erkennt Taiwan im Zuge der Ein-China-Politik offiziell nicht an. Das chinesische Außenministerium verurteilte den zweitägigen Besuch, bei dem unter anderem auch ein Technologie-Kooperationsabkommen zwischen der Republik China und Deutschland unterzeichnet wurde, als „ungeheuerlichen Akt“ und brachte in einer Protestnote seine „scharfe Missbilligung“ zum Ausdruck. Der taiwanesische Wissenschaftsminister Wu sprach hingegen von einem „historischen Ereignis“. Stark-Watzinger selbst betonte, dass „Sinn und Zweck der Reise (…) ein rein fachlicher Austausch“ sei.
Nach schlechten Ergebnissen deutscher Schüler in der PISA-Studie 2023 sprach sich Stark-Watzinger für eine Grundgesetzänderung aus, die dem Bund eine Zusammenarbeit mit einem Teil der Bundesländer erlauben würde. Das würde es ermöglichen, Bildungsprojekte schneller zu starten. Außerdem sollten für Kitas – als Bildungseinrichtungen – die Kultus- und Bildungsressorts zuständig sein, nicht das Familienministerium. Sie unterstrich die Bedeutung einer frühzeitigen gezielten Sprachförderung.
Am 6. November 2024 kündigte sie aufgrund des Auseinanderbrechens der Ampel-Koalition ihren Rücktritt als Bundesministerin an. Am 7. November 2024 erhielt sie von Bundespräsident Frank-Walter Steinmeier die Entlassungsurkunde, gemeinsam mit den anderen FDP-Ministern.

## Mitgliedschaften
Von 2018 bis Ende 2021 war Stark-Watzinger Mitglied des Vorstandes der Friedrich-Naumann-Stiftung für die Freiheit. Sie ist Mitglied im Stiftungsrat der Karl-Hermann-Flach-Stiftung.

## Kontroversen

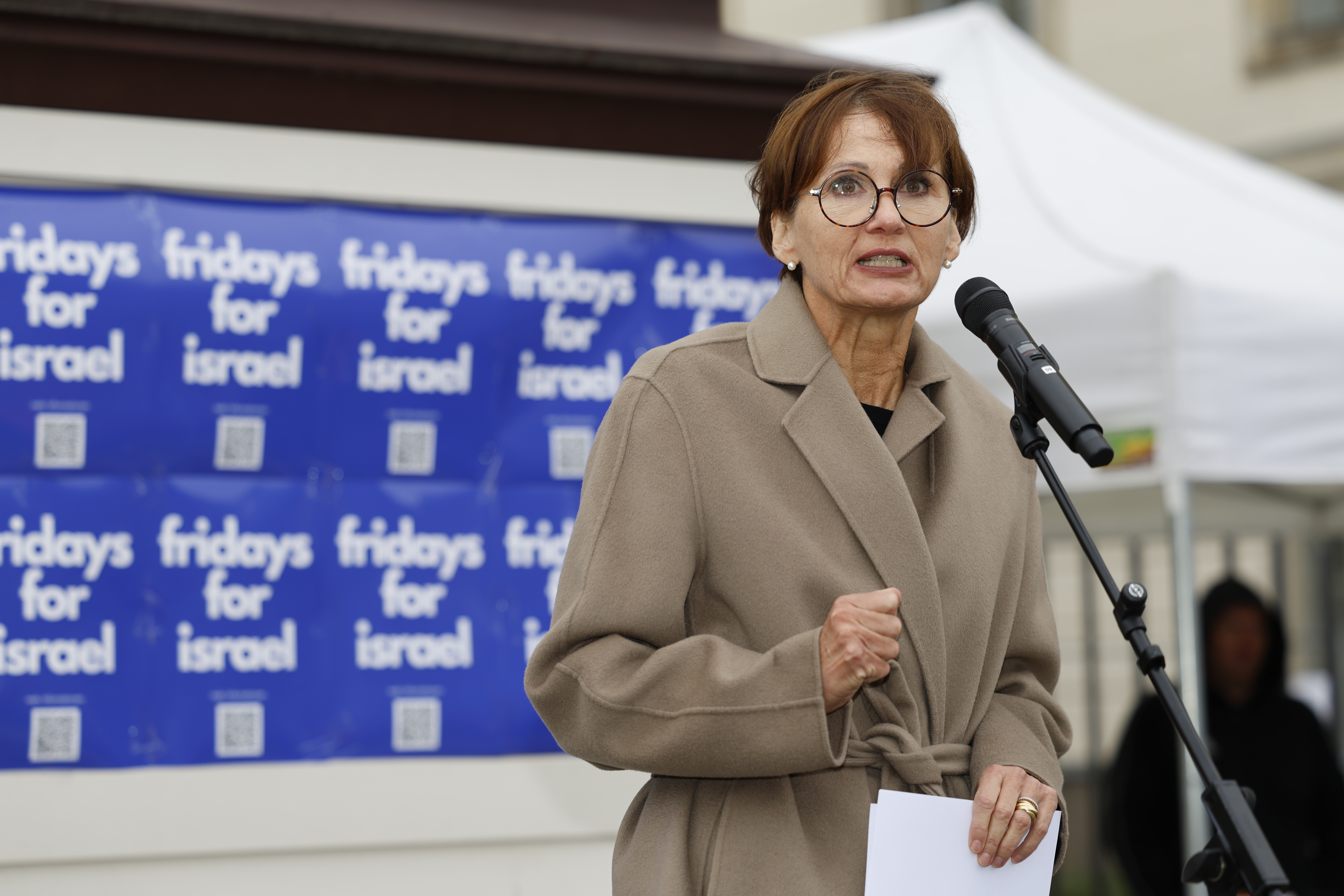
Stark-Watzinger bei Fridays for Israel, Humboldt Uni (2023)

### Teilnahme an Veranstaltung mit AfD-Funktionären
Im Sommer 2021 rückte Stark-Watzinger in den Brennpunkt öffentlicher Kritik, weil sie an einer Veranstaltung des Politikberaters Tom Rohrböck teilgenommen hatte. Die in der Berichterstattung erwähnte Reise nach Österreich war durch eine Wahlkreismitarbeiterin initiiert worden, wobei diese den Veranstalter und die Hintergründe um die Person Rohrböck verschleierte. An der Veranstaltung sollten Vertreter der Liberalen in Österreich (NEOS) und Vertreter von Fintechs teilnehmen. Diskussionsgegenstand waren Startups und Kapitalmärkte. Nachdem sich herausstellte, dass auch Funktionäre der rechtspopulistischen Parteien AfD und FPÖ anwesend waren, verließ Stark-Watzinger nach eigenen Angaben die Veranstaltung und übernahm jedwede Kosten der Reise. Sie gibt an, dort ein Gespräch mit der AfD-Bundestagsabgeordneten Birgit Malsack-Winkemann geführt zu haben. Der Wahlkreismitarbeiterin, die die Teilnahme von Stark-Watzinger organisiert hatte, wurde nach Bekanntwerden ihrer Verbindungen zu Rohrböck und seinem Firmennetzwerk unverzüglich gekündigt.

Auf Bitten des Landespräsidiums der FDP-Hessen hat sich Bettina Stark-Watzinger bezüglich ihrer Verbindung zu Tom Rohrböck erklärt und der Veröffentlichung ihrer „Ehrenerklärung“ zugestimmt. In dieser beteuert sie: 
„Als Person und als Vorsitzende der FDP Hessen distanziere ich mich entschieden von den in der Berichterstattung beschriebenen Netzwerken und den dort offensichtlich vertretenen rechten politischen Ansichten oder Verschwörungstheorien. Da die AfD eine antiliberale und antiparlamentarische Partei ist, kann und wird es keine Zusammenarbeit geben.“

### Einführung der Amtssprache Englisch in Behörden
Der Verein Deutsche Sprache wählte Stark-Watzinger zur Sprachpanscherin des Jahres 2023 mit der Begründung, sie wolle in deutschen Behörden Englisch als Verwaltungssprache einführen. Das sei nicht nur ein teures und bürokratisches Projekt, es entwerte auch die Stellung der deutschen Sprache. Der Vorschlag war Teil eines Plans der FDP, Deutschland attraktiver für Einwanderer zu machen.

### Versuchter Eingriff in die Wissenschaftsfreiheit („Fördergeldaffäre“)
Im Juni 2024 berichtete der NDR, in Stark-Watzingers Ministerium sei geprüft worden, inwieweit Hochschullehrer, die sich gegen die Räumung einer zeitweiligen pro-palästinensischen Besetzung der Berliner Freien Universität (FU) in einem offenen Brief ausgesprochen hatten, mit Fördermittelkürzungen sanktioniert werden könnten bzw. strafrechtlich zu belangen seien. Das Bildungsministerium wollte demnach prüfen lassen, ob es in dem offenen Brief zu Volksverhetzung im Zusammenhang mit Antisemitismus während des Krieges in Israel und Gaza gekommen oder ob der Inhalt von der Meinungsfreiheit gedeckt sei. Laut Spiegel beauftragte Staatssekretärin Sabine Döring diese Prüfung möglicher Fördermittelkürzungen, was medial Zweifel erweckte. Die Erwägungen wurde von Vertretern aus Hochschulleitungen, Politik und Medien als Eingriff in die Meinungs- und Wissenschaftsfreiheit kritisiert. In einem offenen Brief forderten über 3300 Professoren und Dozenten den Rücktritt Stark-Watzingers. Einige Tage später bat diese Bundeskanzler Scholz, Döring – die im Zuge der medialen Aufarbeitung die Verantwortung auf sich nahm – in den einstweiligen Ruhestand zu versetzten. Vertreter der CDU forderten ebenfalls Stark-Watzingers Rücktritt, Schleswig-Holsteins Bildungsministerin und CDU-Vize Karin Prien bezeichnete Döring als „Bauernopfer“. Nathan Gelbart verteidigte Stark-Watzingers Vorgehen in der Jüdischen Allgemeinen als „Engagement gegen Antisemitismus“.
Wenig später legte ein erneuter Leak aus dem BMBF nahe, dass es bereits drei Tage früher zum Prüfauftrag gekommen sei. Zudem soll die Weisung erfolgt sein, in der Unterzeichnerliste des offenen Briefes eine Kennzeichnung der Empfänger öffentlicher Fördergelder vorzunehmen. Es kam zu einer Anhörung Stark-Watzingers vor Ausschussmitgliedern des Deutschen Bundestags. Darin bekräftigte Stark-Watzinger die Aussage ihres Ministeriums, dass eine von FragDenStaat gestellte IFG-Anfrage zur Herausgabe relevanter BMBF-Dokumente aufgrund der Dateigröße der Dokumente um eine Woche verspätet beantwortet werden konnte. FragDenStaat widersprach der Darstellung, da die Organisation für die Übersendung großer Dateien grundsätzlich einen von der Organisation selbst gehosteten Upload-Link bereitstelle und es möglich gewesen wäre, das Dokument deutlich kleiner zu speichern. Zudem gehe aus der übersendeten Logdatei hervor, dass die entsprechende Mail nie den Mailserver des BMBF verlassen habe.
Anfang Juli 2024 erhob Döring Klage gegen das ihr auferlegte Äußerungsverbot wegen Rufschädigung durch die Pressemitteilung zu ihrer Versetzung in den einstweiligen Ruhestand. Weder das VG Minden noch das OVG Münster gab ihrer Klage statt, da aus den Formulierungen der Pressemitteilung hervorgehe, „dass [Döring] nicht diejenige gewesen sei, die die Prüfung förderrechtlicher Konsequenzen erbeten habe“.

### Vorwurf der Günstlingswirtschaft
Laut Spiegel tauschte Stark-Watzinger seit ihrem Amtsantritt als Ministerin im Dezember 2021 bis Oktober 2024 mindestens 22 leitende Experten im Bundesministerium für Bildung und Forschung gegen fachfremde Funktionäre aus, davon mindestens 15 aus ihrer Partei. Oft handele es sich dabei um enge Vertraute Stark-Watzingers, die zuvor nie mit Wissenschafts-, Forschungs- oder Bildungspolitik zu tun hatten. Auf manche Entlassung folgten jeweils zwei FDP-Politiker. Die vorigen Stelleninhaber, in der Regel auf Lebenszeit verbeamtete Personen, wurden dafür in den einstweiligen Ruhestand versetzt, was zu zusätzlichen Personalkosten führt. Gemäß Spiegel ist es zwar nicht unüblich, dass Minister Weggefährten mitbringen, die Personalpolitik Stark-Watzingers suche jedoch ihresgleichen. So habe sie nicht nur die beiden beamteten Staatssekretäre ausgetauscht und mit FDP-Leuten besetzt, sondern auch die Ebene unterhalb der Staatssekretäre, die traditionell unpolitisch ist und bei denen fachliches Know-how das zentrale Einstellungskriterium sei. Die Ministeriumsmitarbeiter mit FDP-Parteibuch sollen zudem an den offiziellen Kommunikationskanälen des Ministeriums vorbei im Chat eines Messengerdienstes dienstliche Vorgänge besprochen und kommentiert haben.

## Privates
Bettina Stark-Watzinger ist verheiratet, Mutter zweier Töchter und wohnt im hessischen Bad Soden am Taunus. Sie gehört der römisch-katholischen Kirche an.